# Hartenstein, Zwickau
Hartenstein là một thị xã thuộc huyện Zwickau, bang Sachsen, nước Đức. Đô thị này nằm bên sông Zwickauer Mulde, 14 km về phía đông nam của Zwickau.